# Erdtrommel
Die Erdtrommel (englisch ground drum) ist ein unmittelbar geschlagenes Membranophon, dessen Membran straff über ein als Resonanzkörper dienendes Erdloch gespannt ist. Dieses ohne Rahmen oder Korpus auskommende einfache Schlaginstrument steht am entwicklungsgeschichtlichen Beginn der Trommeln. Die Erdtrommel ist aus der altindischen Sanskrit-Literatur unter dem Namen bhumidundubhi bekannt und wurde bis ins 20. Jahrhundert unter anderem von den Xhosa in Südafrika als ingqongqo verwendet. Beide Erdtrommeln waren mit Krieg verbunden und wurden bei rituellen Anlässen verwendet.

## Herkunft

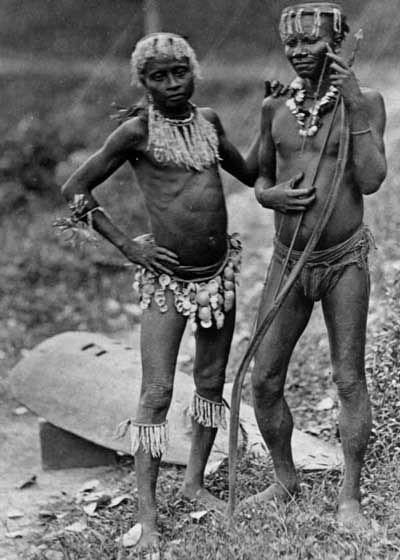
Zwei indigene Bewohner der Andamanen mit einem Stampfbrett, auf das bei Zeremonien ein Mann mit den Füßen stampfte. Inszenierte Aufnahme eines britischen Fotografen von 1875, wenige Jahre, nachdem die Andamaner erstmals direkten Kontakt zur Außenwelt hatten.

In allen Kulturen werden Gemütsbewegungen (Emotionen, von französisch émotion) durch Bewegungen (französisch motion) des Körpers ausgedrückt. In kontrollierter Weise geschieht dies beim Tanzen, beim rhythmisch auf den Boden Stampfen und bei anderen Schallereignissen, die in der ursprünglichsten Form mit dem Körper produziert werden. Es dauerte vermutlich in der Entwicklungsgeschichte eine gewisse Zeit, bis die nebenbei entstandenen Schläge und Töne zum eigentlichen und eigenständigen Zweck des Agierens, also zu Musik, wurden.
Die ersten rhythmischen Hilfsmittel zur Ergänzung von Fußstampfen oder Händeklatschen waren unmittelbar gegeneinander geschlagene Idiophone (Selbstklinger), Aufschlagidiophone, auf die mit einem nichtklingenden Gegenstand (Stock) geschlagen wird, und ferner alle Arten von Rasseln. Bei der Schlagbewegung wird zwischen einer linearen Bewegung beim Stampfen (Stoßen) und einer kreisförmigen Bewegung – aus dem Arm oder dem Handgelenk – beim Aufschlagen unterschieden. Das rhythmische Fußstampfen auf den Erdboden lässt sich akustisch verbessern, wenn mit den Füßen auf ein Holzbrett gestampft wird. Solche Stampfbretter sind aus einigen tropischen Regionen in Afrika und Asien sowie von pazifischen Inseln und bei Afrobrasilianern bekannt. Die Schläge klingen lauter, wenn das Brett über ein Erdloch als Resonanzraum gelegt wird. In einem weiteren Entwicklungsschritt wird die Stampfbewegung der Füße an Holzstangen oder Bambusröhren übertragen, um mit ihnen einzeln oder paarweise auf das Brett zu schlagen. Eine ausgereifte musikalische Form produzieren indonesische Frauen mit dem aus einem Baumstamm hergestellten Stampftrog lesung, der ansonsten zum Dreschen von Reis mit langen Holzstangen dient. Auf Stampfbrettern, die über einer Grube liegen, wurde  auch getanzt, wie von manchen melanesischen Inseln berichtet wird.

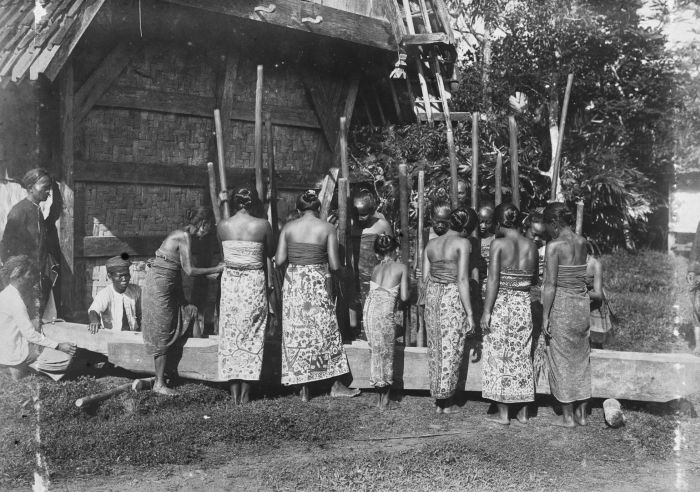
Indonesische Frauen beim Dreschen von Reis in einem Stampftrog, lesung, der auch als Musikinstrument verwendet wird. 1900–1920

Anderswo, etwa auf Fidschi, wurden solche Bretter mit Stöcken geschlagen. Durch die Schlagbewegung werden die Bretter von ihrer horizontalen Lage über dem Erdboden unabhängig, weshalb die meisten Schlagbalken oder -bretter an einem Gestell aufgehängt oder transportabel sind.
Eine zu den Pomo gezählte Indianergruppe in Kalifornien stampfte Anfang des 20. Jahrhunderts mit den Füßen auf ein 3 bis 4 Zentimeter starkes, über einen langen Graben gelegtes Brett, um mit diesem Rhythmus die Tänzer zu begleiten. Die Maidu, ein Indianervolk im nördlichen Kalifornien, stampften nach einem Bericht von 1905 mit den Füßen gleichermaßen auf einen mittels Feuer ausgehöhlten Holzstamm (Vorstufe einer Schlitztrommel) und auf eine Platte aus Birkenrinde (Vorstufe einer Membran) über einer Erdgrube.
Der Erdgrube wird seit der Frühzeit vielfach eine magisch-mythische Bedeutung zugesprochen. Hierzu postuliert Curt Sachs (1940) als Motiv der altsteinzeitlichen Erfindung von Musikinstrumenten nicht primär Nützlichkeitserwägungen (Jagdbogen für die Jagd), sondern die Vorstellung von übernatürlichen Kräften, auf die mit magischen Ritualen und Symbolen reagiert werden müsse (der Mundbogen als ältere und unabhängige Erfindung). Eine mit der Erdtrommel verwandte Konstruktion ist der Erdbogen, von dessen über einer Grube ausgebreiteten Membran in der Mitte eine Saite bis zur Spitze eines daneben in den Boden gesteckten Stabes gespannt ist. Ein weiteres ursprüngliches Saiteninstrument, die Erdzither mit einer waagrecht über den Boden gespannten Saite, ähnelt konstruktiv dem über eine Grube gelegten Schlagbrett. Curt Sachs (1923) hält die Erdzither für den Ausgangspunkt des über einen seitlich angebrachten Resonator verstärkten Musikbogens und die genannten Instrumententypen Erdbogen, Erdzither, Musikbogen, Schlitztrommel und Membranophon ordnet er einem „mittleren Stratum“ der steinzeitlichen Herausbildung der Musikinstrumente zu, die nicht weltweit, aber in großen Regionen auf mehreren Kontinenten stattgefunden habe.
Bei den Membranophonen vollzog sich eine parallele Entwicklung wie bei den Idiophonen: vom Stampfen zum Schlagen und vom ortsgebundenen Resonator bei der Erdtrommel über die fest aufrechtstehende Röhrentrommel zur tragbaren Trommel beliebiger Form. Mit den Händen schlagen geht dem Einsatz von Stöcken voraus. Die Membran einer Trommel klingt – anders als ein Schlagbrett – nicht von selbst, sondern bringt erst einen kraftvollen tiefen Schlagton hervor, wenn ihre Schwingungen auf den Luftraum eines Resonanzkörpers übertragen werden. Rahmentrommeln ohne Resonanzkörper klingen leiser und höher. Frauen mancher australischer Aborigines schlugen sich früher bei Tänzen im Stehen mit den flachen Händen auf beide Gesäßhälften, anderswo schlugen sie gelegentlich mit den flachen Händen auf den Erdboden. Am Murray River in Südostaustralien legten andere Aborigines-Gruppen, während sie auf dem Boden saßen, ein Stück Tierhaut über ihre Oberschenkel, das sie mit den Händen oder mit Stöcken schlugen. Northcote W. Thomas (1906) berichtet, dass hierfür die Haut von Opossums verwendet wurde und es ansonsten keine einheimischen Musikinstrumente in Australien gab. Nach einer Beobachtung vom Anfang des 20. Jahrhunderts tanzten Mädchen und junge Frauen im früheren ugandischen Königreich Ankole mit umgebundenen Hautschürzen, auf die sie von vorne mit den Händen schlugen, um dumpfe Schläge zu produzieren. Ähnlich agierten unter anderem Mädchen und Frauen der Bakiga in Uganda bei Hochzeitsfeiern. Eine solche Schlaghaut stellt die Urform eines Membranophons dar.

## Mythische und magische Vorstellungen

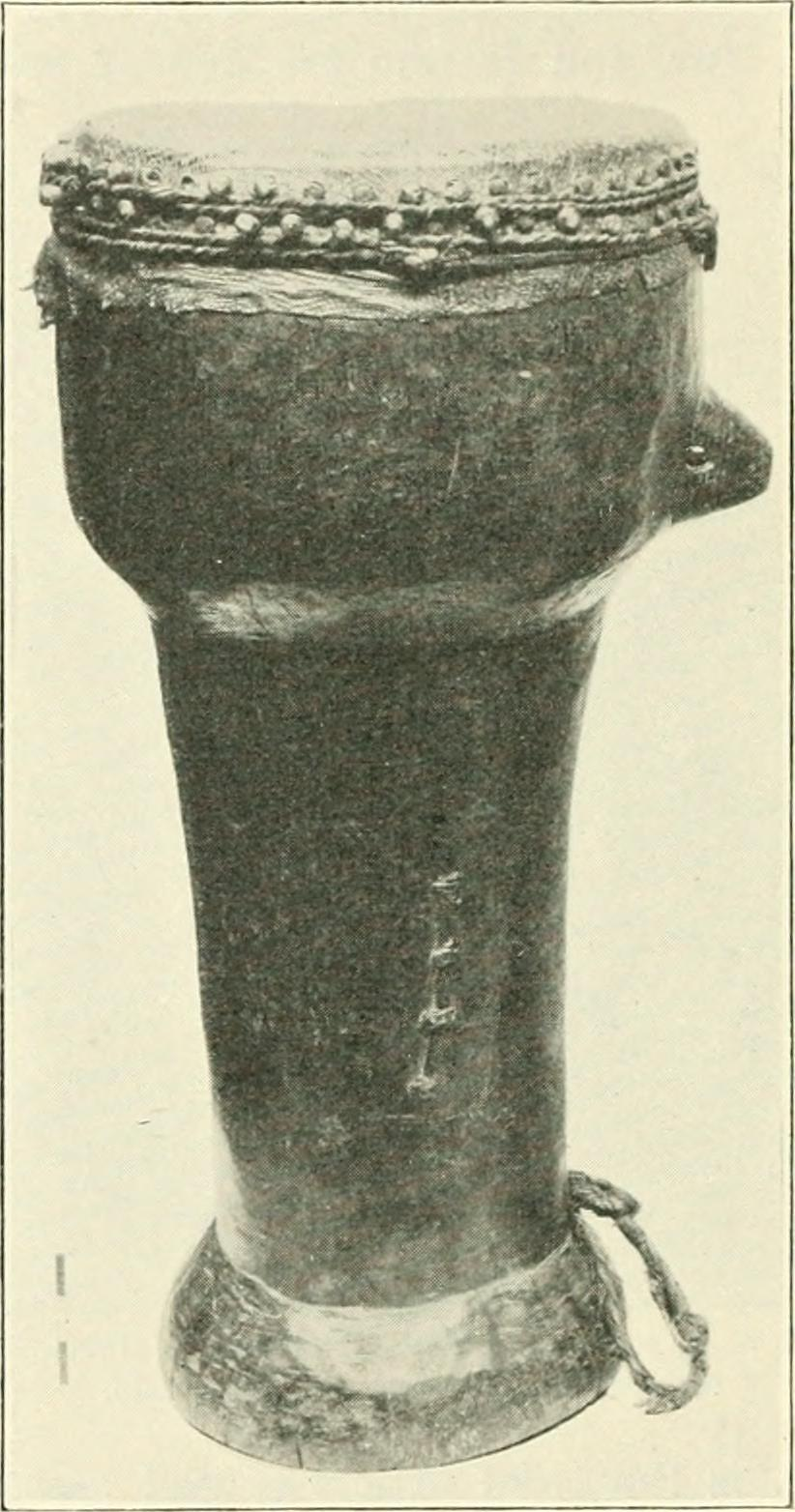
Hölzerne einfellige Standtrommel der Lango in Uganda in einem ethnografischen Handbuch des British Museums von 1910

In vielen Kulturen wird Trommelrhythmen eine große Macht zugesprochen und sie sind für viele Rituale unverzichtbar. So lässt das rhythmische Schlagen der Schamanentrommel den Schamanen in seiner ekstatischen Sitzung Geister herbeirufen, zum Himmel oder ins Zentrum der Welt fliegen.
Bei der Erdtrommel wurde eine Tierhaut über ein Erdloch gespannt und mit Pflöcken an den Rändern fixiert. Für eine rituell verwendete Trommel nahm man die Haut eines geopferten Tieres. Geschlagen wurde sie mit dessen Schwanz oder mit Stöcken. Bekannt sind Erdtrommeln von den Aborigines in Australien und aus Afrika; auf beiden Kontinenten wurden sie hauptsächlich von Frauen geschlagen. In Nordamerika spielten bei den zu den Apachen gehörenden Jicarilla nur Männer die Erdtrommel. Bei Heilungszeremonien schlugen sie mit den Mokassins der Patienten auf die aus Büffelhaut bestehenden Membranen. Falls nordamerikanische Indianer früher keine Trommeln zur Verfügung hatten, stellten sich einige Männer im Kreis auf. Mit einer Hand hielten sie eine Tierhaut fest und schlugen sie mit der anderen Hand. Ein Entwicklungsschritt von der Erdtrommel zu einer Trommel mit Korpus ist eine von den Ojibwe (Chippewa, zu den Anishinabe gehörende Indigene) im südlichen Kanada früher hergestellte Konstruktion. Die Ojibwe schlugen eine Reihe von sich gegenseitig berührenden Pflöcken kreisförmig in den Boden und bildeten so eine zylindrische Form mit etwa 60 Zentimetern Durchmesser und derselben Höhe. Darüber breiteten sie eine Haut, die sie an Kerben an den Pflöcken verspannten. Mit der Tanztrommel der Ojibwe war dann die Evolution der tragbaren Röhrentrommel abgeschlossen. Sie bestand aus einem dünnen, zu einem Kreis von 30 Zentimetern Durchmesser gebogenen Zedernholzbrett mit einer darübergezogenen Membran.
In ihrer ursprünglichsten Form besteht die Röhrentrommel aus einem ausgehöhlten Baumstamm, der auf dem Boden aufgestellt und an der Oberseite mit einer Membran bespannt ist. Die Erdtrommel entspricht mit ihrer Grube als Resonanzraum einer Kesseltrommel. Alle Trommeltypen sind seit jeher mehr als andere Musikinstrumente von magischen Vorstellungen umgeben und sie werden bei religiösen Ritualen und weltlichen Zeremonien (Zeremonialtrommeln) gebraucht. Bei solcherart verwendeten Trommeln unterliegt bereits die Herstellung besonderen Bräuchen und Meidungsgeboten, oftmals werden sie in geschützten Bereichen (Trommelhäusern) aufbewahrt oder gehören zu den Insignien des Herrschers (Königstrommel, naqqara). 
Curt Sachs (1940) arbeitet den weiblichen Aspekt in den mythischen Vorstellungen über Trommeln heraus und erwähnt hierzu Opferhandlungen für die Trommel dhol vor Hochzeiten der zu den Scheduled Tribes gezählten Chamar in Nordindien. Nachdem die Trommel diverse Opfergaben erhalten hat, führt der Trommelspieler eine Prozession von Frauen an, um die Volksgöttin Dharti Mata („Mutter Erde“) zu verehren. Beispiele von weiteren Ritualen und Bräuchen verweisen demnach auf die Verbindung von Trommel, weiblichem Geschlecht, Fruchtbarkeit und der Erdverehrung. Der Fruchtbarkeitsaspekt kommt auch bei den Bezeichnungen der Trommeln bei den Lango im Norden Ugandas zum Ausdruck. Sie nennen die größte Trommel min bul („Muttertrommel“) und die kleinste atin bul („Kindertrommel“).
Rituell verwendete Rahmentrommeln sind allgemein überwiegend Instrumente der Frauen, es sei denn, sie werden von Männern zu kriegerischen Zwecken verwendet. Terrakottafiguren aus der sumerischen Stadt Ur um 2000 v. Chr. stellen Tänzerinnen mit Rahmentrommeln dar. Ab dieser Zeit sind Abbildungen von tanzenden Frauen mit Rahmentrommeln aus Mesopotamien und viele ab 1570 v. Chr. aus dem Neuen Reich in Ägypten überliefert. Im östlichen Mittelmeer war die in der Bibel erwähnte tof ein Instrument der Frauen und im altgriechischen Kult des Fruchtbarkeitsgottes Dionysos traten Frauen mit Rahmentrommeln auf. In den südamerikanischen Anden wie in vielen anderen Kulturen bilden die Trommeln der Frauen die wesentliche Ausnahme unter ansonsten exklusiv den Männern vorbehaltenen Musikinstrumenten. Curt Sachs (1940) verweist in diesem Zusammenhang auch auf einige Mythen, in denen die Trommel der Frauen mit der Vorstellung von Erdgrube, Milch, Mond und Nacht verbunden ist, etwa auf einen Ursprungsmythos der Wagawaga (Deamuni) in der Massim-Kulturregion (Milne Bay Province an der Ostspitze von Neuguinea):
Demnach besaßen die Wagawaga früher keine Trommeln, bis ein Jäger in einer fernen Gegend dumpfe Töne von tief unten hörte. Er fand einen Weg in die Erde hinein und kam, den Tönen folgend, zu zwei Männern, die Trommeln spielten. Der Jäger bat einen von ihnen, ihm seine Trommel zu leihen, aber anstatt sie zurückzugeben, rannte er mit ihr davon in sein Dorf. Am nächsten Tag kehrte der Jäger an den unterirdischen Ort zurück, als die beiden Männer schliefen, und stahl weitere Trommeln. Die Wagawaga kopierten die Trommeln und verwenden sie seitdem zu ihren Tänzen.
Das Motiv des Stehlens kommt auch in anderen Ursprungsmythen von Trommeln und sonstigen Musikinstrumenten vor. Üblicherweise werden sie übernatürlichen Wesen entwendet. Bei den Kiwai in Papua-Neuguinea entsteht die erste Trommel aus dem Körper einer Frau und weiter südlich, im Delta des Purari, gebiert eine Frau die erste Trommel und zugleich den Kulturbringer Iko, der die Menschen auch das Trommeln lehrt.
Die Wahinda, eine ehemalige Herrscherfamilie in Ostafrika, über die Forschungsreisende im 19. Jahrhundert berichteten, pflegten einen Kult um eine heilige Staatstrommel, die sie als Zeichen ihrer Würde aus ihrer alten Heimat im Norden in ihr damaliges Siedlungsgebiet Uganda und Nachbarregionen mitgebracht hatten. Die Trommel war in einer besonderen Hütte untergebracht und durfte von normalen Menschen nicht gesehen werden, selbst der Sultan durfte sie nur bei Neumond (und bei Kriegsgefahr) sehen, ansonsten konnte dies den Tod bedeuten. Eine der Trommeln ging der Legende nach verloren, indem sie sich selbst fortbewegte. Jemand fand die Trommel in einem Sumpf vergraben und erkannte sie am Aufsteigen von Milch. Eine andere Trommel machte sich davon und versteckte sich in der Erde, wo sie zufällig von Frauen entdeckt wurde, die einen auffälligen Erdhügel sahen, aus dem beim Graben Milch aufstieg. Man hörte die Trommel in der Erde schlagen, als sie ausgegraben wurde.
Die beiden heiligen Trommeln im ugandischen Königreich Ankole waren in einer separaten Hütte in der Nähe der königlichen Residenz untergebracht und wurden ausschließlich bei der Krönungszeremonie des Herrschers gespielt. Dort lagen sie auf einem Bettgestell, umgeben von weiteren Trommeln. Eine der Trommeln wurde von den Wächtern stets an Neumond geschlagen. Vor den Trommeln standen Schalen auf dem Boden, die täglich morgens und abends als Opfergabe mit Milch von heiligen Kühen gefüllt wurden. In der Trommelhütte, deren Dach stets kuppelförmig sein musste, sieht Curt Sachs (1928) ein Symbol von Mutterschoß und Erdgrube.

## Verbreitung

### Bhumidundubhi
Der älteste indische Name für eine Trommel, dundubhi, kommt in auf Sanskrit verfassten Texten ab dem Ende des 2. Jahrtausends v. Chr. bis etwa ins 13. Jahrhundert n. Chr. vor. Die dundubhi scheint als Kriegstrommel verwendet worden zu sein, denn sie wird im Rigveda im Zusammenhang mit dem Donner- und Kriegsgott Indra erwähnt. Anderen vedischen Schriften ist zu entnehmen, dass ihr Korpus aus Holz bestand. Die vedische Musik war grundsätzlich sakral und muss demnach streng geregelt gewesen sein. Bei Opferzeremonien sangen Priester begleitet von einem Frauenchor. Im Zusammenhang von Opferzeremonien wird auch die Erdtrommel bhumidundubhi erwähnt (Sanskrit bhumi, „Erde“). Sie bestand aus einer mit Ochsenhaut überspannten Grube, die mit dem Schwanz des Tiers geschlagen wurde. 
Beim Soma-Opfer mahavrata wurde eine Grube für die Erdtrommel in der Nähe des Opferplatzes ausgegraben, wie aus mehreren Quellen der mittelvedischen Zeit hervorgeht. Mahavrata war neben seinem Charakter als Opferzeremonie ein großes Gemeinschaftsfest. Die Priester nahmen auf Sitzgelegenheiten aus Holz Platz, die im Chor singenden und musizierenden Frauen auf Matten am Boden. Sie spielten mehrere Saiteninstrumente mit unterschiedlichen Namen (apaghatalika, apalavina und picchola, allgemein vina). Begleitet wurden sie von Schneckenhörnern, Rohrflöten aus Palmblättern (nali, naadi) und Bambusflöten (tunava, turava, ansonsten venu). Außerdem fuhren Krieger mit einem Wagen um den Opferplatz herum, während sie mit Pfeil und Bogen auf eine zwischen zwei Pfosten aufgespannte Rindshaut schossen. Dann fand noch ein Wagenrennen statt. Während all dem und weiteren Aktivitäten wurde die Erdtrommel geschlagen. So erscheint mahavrata als Fest der Wintersonnenwende und darüber hinaus als religiöses Opfer- und Segnungsritual für die gesamte teilnehmende Bevölkerung: neben den Brahmanen auch Kshatriyas und Mitglieder anderer Kasten. Ähnliche Aufzählungen von Musikinstrumenten bei Ritualen führen ein großes Orchester vor aus bhumidundubhi, dundubhi, einer weiteren Holztrommel vanaspati, Zimbeln aghati, vier verschiedenen vina, darunter die „hundertsaitige“ (satatantri vina, wohl eine Bogenharfe wie die yazh in Südindien), und neben den genannten Blasinstrumenten ein weiteres, das bakura genannt wurde (vgl. bhankora). Im Katydyana Shrautasutra werden hingegen zur Ritualbegleitung nur Trommeln erwähnt.
Die im Umkreis des vedischen Rituals geschlagene Erdtrommel repräsentiert den Klang der Erde und den mächtigen Schrei des Büffels. Im Jaiminiya-Brahmana (Teil des Samaveda) werden die durch Stimmen und Musikinstrumente hervorgebrachten lautstarken Klänge als für das Ritual bedeutsam erwähnt. Die mächtigste Stimme lässt der Ochse in Gestalt der mit seiner Haut bespannten Erdtrommel ertönen. Im Panchavimsha-Brahmana heißt es entsprechend, dass in den Ecken des Altarplatzes Trommeln als die Stimmen der Bäume ertönen und dazu die Erdtrommel als die Stimme der Erde. Alle Stimmen zusammen ergeben die Stimme des Universums.
Das rituelle Gegengewicht zur Erdtrommel verkörpert der Priester der Götter Brihaspati, der in dieser Eigenschaft in einer Beziehung zum Kriegsgott Indra steht. Ursprünglich wurde Indra selbst als einzelne Figur eines kombinierten Priester-Kriegers vorgestellt. Der hohen, durch rhythmische Akzentuierung magisch wirksamen Stimme des Priesters steht die Erdtrommel bhumidundubhi gegenüber, die aus der Tiefe der Erde heraus spricht. In der Ritualanweisung Apsudiksha heißt es zur Ausführung: An den Ecken des großen Altars werden Trommeln positioniert. Hinter dem Feueropferplatz (agnidhra, von agni, „Feuer“) gräbt man ein Loch für die Erdtrommel, halb innerhalb und halb außerhalb des Altars. Nachdem eine nasse Haut mit der behaarten Seite nach oben darübergespannt und auf allen Seiten mit Pfosten (adhvaryu) fixiert ist, wird ein Rinderschwanz genommen, um die Trommel zu schlagen.
In dieser und in anderen Ausführungen zum Ritual gehört die Erdtrommel zur mythischen Vorstellung der Erdhöhle, die mit der Unterwelt und Hölle der vedischen Tradition verbunden ist. Der Ausdruck „gegrabenes Erdloch“ (khata avata), aus dem süßliche heilende Säfte herausquellen, entspricht dem Gefäß, in welchem der ausgepresste Soma gesammelt wird. Zur bhumidundubhi gehören folglich die gegensätzlichen Assoziationen des bedrohlichen Fremden in der Tiefe und der wundersamen Quelle von Wohlstand und Wohlbefinden. Wenn die Rindshaut mit dem Schwanz des Tieres geschlagen wird, so symbolisiert dies den mythischen Kampf des Helden gegen die Schlange als das Monster oder der Drache in der Tiefe (áhir budhníyaḥ), als ob anstelle der gespannten Tierhaut auf dessen Wohnstätte oder Zufluchtsort geschlagen würde. Die Haut steht gleichermaßen für die fruchtbare Milchkuh wie für den kraftstrotzenden Bullen. Der Grube wird hierbei die Vorstellung des fruchtbaren Mutterschoßes übertragen. In der Wortwurzel des zur Abdeckung der Grube mit der Tierhaut verwendeten Verbs ist eine sexuelle Komponente enthalten, wie auch der Sanskrit-Ausdruck puccha / lāṅgūla („Schwanz“) für das Schlagwerkzeug eine erotische Bedeutung hat. Beim mahavrata-Ritual wird auch Soma mit einem Stößel in einem Mörser (ulukhala) ausgepresst, während die Trommelschläge zu hören sind. Mörser und Trommel haben Paolo Maria Rossi (2019) zufolge dieselbe magische Funktion: Stößel und Mörser sorgen beim Stampfen der Pflanze für die Ausbreitung des Soma-Saftes, wie sich beim Schlagen der Trommel durch die Schwingungen der Membran deren Töne ausbreiten. Eine sexuelle Komponente ist auch sprachlich dem Mörser zu eigen. Im Ritual symbolisieren beide Fruchtbarkeit und Lebenskraft. In einer magischen Abwehrformel gegen Fehlgeburten führt der Ausdruck bhumibudhna („Erd-Boden/Grund/Unterstes“) bildlich und sprachlich zur Erdtrommel bhumidundubhi.

### Ingqongqo

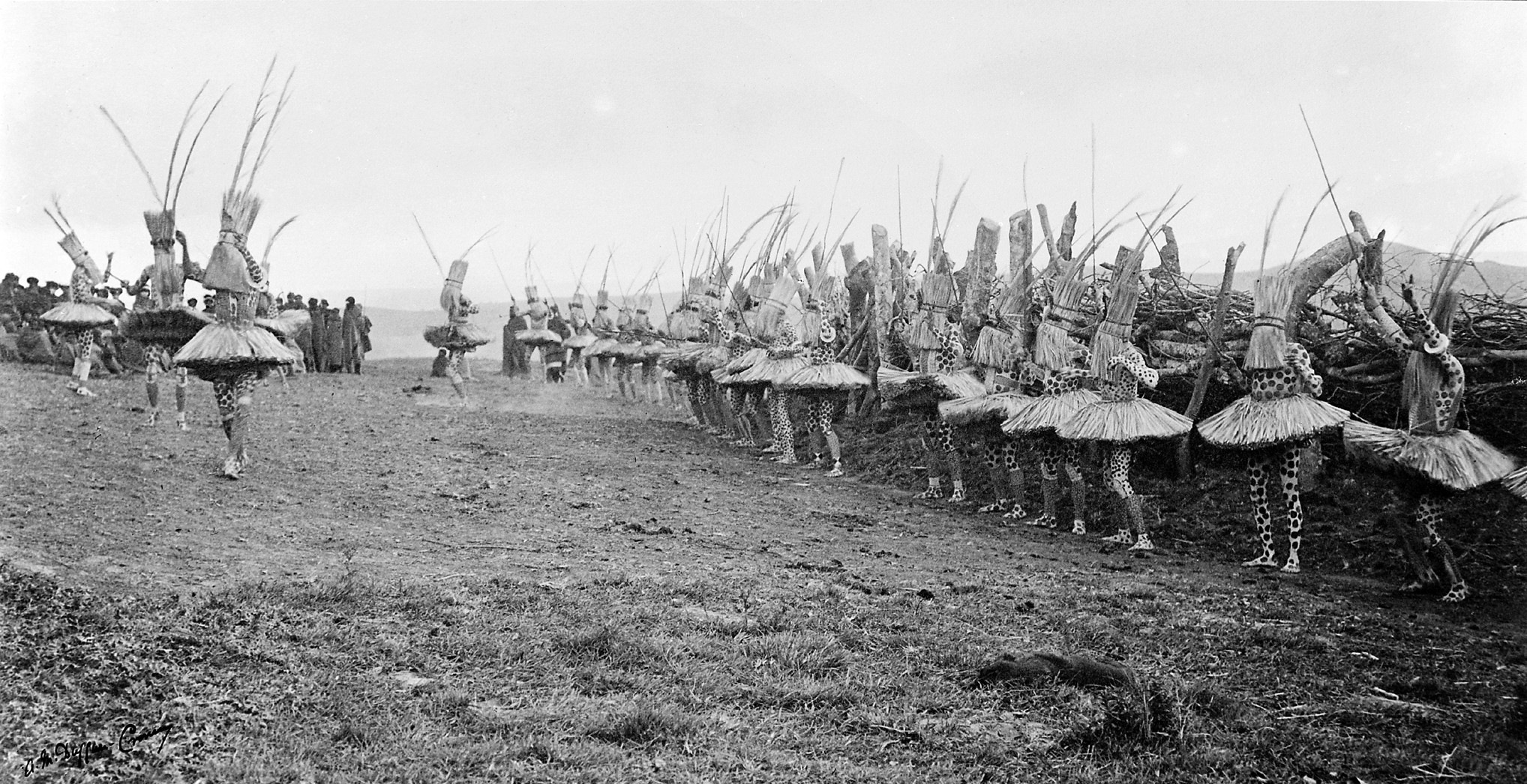
Initiationstanz der Bomvana in Südafrika mit maskierten Initianten (abakweta), bei dem Frauen früher die Ochsenhauttrommel ingqongqo schlugen.

Die traditionell als Jäger und Sammler lebenden San in Südafrika besaßen früher keine Trommeln, sondern übernahmen diese vermutlich von den Rinderzucht treibenden Khoikhoi. Nach einem Bericht von 1801 kannten die San eine Reibtrommel (bei den Zulu ingungu), während mehrere europäische Reisende im 17. Jahrhundert von einer Kesseltrommel bei den Khoikhoi berichteten, die aus einem Milchgefäß aus Holz, Bambus oder Ton bestand und die es noch – in der alten Tradition hergestellt und mit einer feuchten Ziegenhaut bespannt – um 1930 bei den Koranna gab. Zu diesen Trommeln mit geschlossenem Boden brachten in der zweiten Hälfte des 17. Jahrhunderts als Sklaven aus Südostasien verschleppte Kapmalaien die unten offene einfellige Röhrentrommel ghoema mit.
Auf die indigenen Völker im südlichen Afrika trafen im Verlauf des 17. Jahrhunderts von Norden eingewanderte Bantu, die als einfachste Trommel die Erdtrommel ingqongqo kannten, die noch bis in die erste Hälfte des 20. Jahrhunderts von den Xhosa verwendet wurde. Für die ingqongqo wurde keine Grube ausgehoben. Eine an der Sonne getrocknete Ochsenhaut wurde stattdessen an der Spitze von in den Boden geschlagenen Pflöcken befestigt, sodass sich die Haut ungefähr einen Meter waagrecht über dem Erdboden befand. In regelmäßigen Abständen waren kleine Schlaufen aus Haut am Rand der Membran festgebunden. Die Spielerinnen hielten die Schlaufen mit der linken Hand, um die Membran zu straffen, und schlugen sie mit einem rund 60 Zentimeter langen Stock (amaqoqa) in der rechten Hand. Eine andere Möglichkeit der im Kreis stehenden Spielerinnen war, die in der Mitte durchhängende Membran frei mit der linken Hand zu halten, um sie mit einem Stock in der rechten Hand zu schlagen. Frauen ließen die Ochsenhaut auch am Boden liegen und schlugen sie, während sie im Kreis herum saßen. Heute werden anstelle der ingqongqo Holz- oder Blechplatten geschlagen.
Mutmaßlich die früheste Erwähnung der ingqongqo findet sich in der Reisebeschreibung von Cowper Rose (1829). In den 1930er Jahren war die ingqongqo selten geworden. Sie wurde vorwiegend während der abakweta-Tänze bei der mit Beschneidung verbundenen Initiationszeremonie für die Knaben gespielt. Während der Initiationsphase lebten sie von anderen isoliert zusammen in einer Grashütte (itonto). Die trommelnden Frauen waren nähere Angehörige der Jungen. Die Trommelschläge sorgten für den Rhythmus der Tänze und sollten für die tanzenden Initianten den Takt vorgeben und sie anspornen. Nach der zeremoniellen Beschneidung schlachteten die Eltern Rinder und die Jungen erhielten reichlich Fleischnahrung. Die Bomvana, eine xhosasprachige Ethnie in Südafrika, bliesen bei der abakweta-Initiation auch ein nur einen Ton produzierendes Rinderhorn (butyu, eine einfachere Alternative des Antilopenhorns phalaphala).
Die Haut der ingqongqo musste von einem Ochsen stammen, der eigens für die abakweta-Zeremonie geschlachtet und dessen Fleisch nicht gegessen wurde. Üblicherweise stiftete ein wohlhabender Mann, dessen Sohn an der Initiation teilnahm, diesen Ochsen. Bis zu ihrer Verwendung wurde die Haut in der Initiationshütte der Jungen aufbewahrt. Während der Zeit in der Hütte schnitzten die Initianten Verzierungen in die Schlagstöcke (amaqoqa) ähnlich denen auf den Speeren (assegai). Entsprechend soll die Trommelmembran von dem aus Rindshaut gefertigten Kriegsschild abgeleitet sein. Während der Tänze standen die Jungen in einer Reihe den Frauen gegenüber vor dem Rinderpferch. Der beste Tänzer der Jungen wurde mit einem assegai belohnt, der zweitbeste erhielt einen Stab aus umsimbithi-Holz (Millettia grandis) oder es wurden nur umsimbithi-Stäbe ausgegeben. Die Rindshaut wurde häufig am Ende der Initiationszeremonie zerstört.
Außer bei Beschneidungszeremonien der Knaben verwendeten Xhosa die ingqongqo bei der Initiation (ukombela) von magischen Heilern (sangoma). Zur ukombela-Zeremonie gehörten Trommeln, Tanzen und Händeklatschen während einer nächtlichen Versammlung, bei der die Anwesenden besondere Lieder sangen, um den Heiler in einen Zustand der Ekstase (ukuxentsa) zu versetzen. Zusätzlich zum Schlagen der ingqongqo wurden Bündel von assegai zusammengeschlagen. Früher praktizierten die Zulu ähnliche Rituale. In der parallelen Verwendung von Trommel und Speeren erscheint die Trommelmembran wiederum als abgeleitete Form des großen Kriegsschildes.
Zu diesem Bedeutungsumfeld gehört auch ein anderer, ikawu genannter Schild der Xhosa, der aus einer gefleckten Ochsenhaut hergestellt und mit einem schwarzen Schlägel geschlagen wird. Der kleinere Tanzschild ikawu, eine Art zeremoniell verwendeter Kriegsschild, wurde zusammen mit der ingqongqo bei nächtlichen Treffen von Jungen und Mädchen, die umtshotsho genannt werden, eingesetzt. Dabei singen die Mädchen und die Jungen rufen mit tiefer Stimme dazwischen. Nach Berichten vom Anfang des 19. Jahrhunderts schlugen Jäger der Zulu mit einem Schlagstock (Knobkierie) auf Schilde (ikawu), um Preislieder zu begleiten, etwa für einen der ihren, der erfolgreich einen Löwen erlegt hatte. Cowper Rose (1829) beschreibt, dass ein Regenmacher der Xhosa zu einem – wie es hieß – durch Hexerei erkrankten Häuptling gerufen wurde. Bei der Heilungszeremonie standen Frauen im Halbkreis, gaben monotone Schreie von sich und schlugen auf große Kriegschilde.